# Heavysaurus
Heavysaurus est un groupe allemand de heavy metal et de chant pour enfants. Le groupe se base sur le concept du groupe finlandais Hevisaurus, formé en 2009. Un groupe hispanophone existe depuis 2012 en Argentine sous le nom de Heavysaurios.

## Histoire
Le concept d'Heavysaurus remonte au projet musical formé en 2009 par le batteur Mirka Rantanen (de Thunderstone), qui voulait un groupe de heavy metal adapté aux enfants pour son fils alors âgé de cinq ans, qui s'intéressait à l'époque à Metallica, Guns N' Roses et Iron Maiden, ce qui donne naissance un peu plus tard au groupe Hevisaurus,,.
Après quelques années, le label musical Sony Music Entertainment décide d'appliquer le concept à l'échelle internationale, si bien qu'en 2017, son équivalent allemand voit le jour sous le nom de Heavysaurus. Frank Ramond, qui a déjà travaillé avec Udo Lindenberg et Roger Cicero, traduit les chansons finlandaises en allemand et Michael Voss du groupe Mad Max les mises en musique sous le pseudonyme de Mr. Heavysaurus en tant que chanteur. En live, Frank Beck (Gamma Ray) incarne le chanteur principal Mr. Heavysaurus, Christof Leim en tant que guitariste le personnage « Riffi Raffi », la claviériste « Milli Pilli » est représentée par Mathias Brede, le bassiste « Muffi Puffi » par Jürgen Steinmetz (Sons of Seasons) et le batteur « Komppi Momppi » par Philipp Klinger (The New Black).
Le 18 mai 2018, le premier album Rock'n'Rarr sort chez Europa Kinderwelt, qui fait partie de Sony Music Entertainment. Heavysaurus joue lors de la Werner Rennen 2018 à l'aérodrome de Hartenholm ainsi que dans plusieurs villes allemandes en décembre, avec des représentations au festival médiéval MPS de Dortmund et à Bückeburg en 2019,. En été, le groupe participe à la semaine de Kiel et au Rock of Ages Festival.
Le 16 décembre 2023, la première des trois représentations a lieu à Vienne, dans l'Arena. Les costumes (quatre dinosaures et un dragon) sont lourds et limitent le champ de vision des musiciens.

## Style musical et concept
Selon Dominik Rothe, qui commente l'album Rock'n'Rarr pour le portail en ligne metal.de, la musique rappelle les anciennes bandes originales d'anime de séries comme Pokémon ou Digimon. Derrière les pseudonymes se cachent de véritables musiciens professionnels, comme Michael Voss (du groupe Mad Max). Alors que Heavysaurus Tag (Dinolied) est une reprise de Fliegerlied (So ein schöner Tag) de Donikkl avec des paroles modifiées et adaptées au metal, Dinos spielen... est une réinterprétation de la chanson pour enfants Drei Chinesen mit dem Kontrabass, le morceau Rarrr atteint l'epic metal à la Manowar, tandis que Heavy Twister rappelle Talk Dirty to Me de Poison.
Heavysaurus utilise également dans sa musique des emprunts au metal symphonique qui, avec une production un peu plus bombastique, aurait pu frapper chez Kamelot ou Avantasia. Dans une brève critique sur le site web des Westfälische Nachrichten, la musique comprend des riffs et des solos puissants, une basse qui pompe, une batterie tourbillonnante et des paroles de chansons faciles à retenir. Musicalement, la musique rappelle AC/DC et Steel Panther.
Les chansons, à l'exception de l'introduction de dix minutes conçue comme une pièce radio, durent entre deux et quatre minutes, ce qui favorise la durée d'attention des enfants. La pièce radio est racontée de manière adaptée aux enfants, présente une narration amusante et aborde les personnages - quatre dinosaures et un dragon - de manière ciblée. Les paroles des chansons sont simples, compte tenu du groupe cible, dont l'âge se situe entre trois et dix ans,.
Comme pour le projet original finlandais, le volume sonore des concerts de la version allemande est adapté aux enfants et ne dépasse pas 85 décibels. Les cinq musiciens apparaissent en costume de dinosaure aussi bien dans leurs vidéos musicales que lors de concerts en direct et de séances de dédicaces. 

## Discographie
- 2018 : Rock 'n' Rarr (album, Europa Kinderwelt, Sony Music Entertainment)
- 2020 : Retter der Welt (album, Europa Kinderwelt, Sony Music Entertainment)
- 2024 : Pommesgabel (album, Europa Kinderwelt, Sony Music Entertainment) (11e place des charts allemands[15], 33e des charts autrichiens[16])